# Zvonice v Ježníku
Dřevěná zvonice stojí u hlavní komunikace Ježník v části Pod Bezručovým vrchem v osadě Ježník v okrese Bruntál. V roce 2008 byla prohlášena kulturní památkou.

## Popis
Zvonice pochází z přelomu 18. a 19. století nebo z padesátých let 20. století. Na začátku 21. století byla zvonice opravena.
Na nízké kamenné podezdívce čtvercovém půdorysu o rozměrech tři metry je postavena dřevěná zvonice vzpěradlového typu se čtyřbokým pláštěm. Vzpěradlová konstrukce je umístěna v bedněné rámové konstrukci ukončené dlátovou střechou, z níž vystupují dva trámy rámové zvononosné konstrukce. V horní části jsou trámy ukončeny šindelovou kuželovou stříškou, pod níž je zavěšen zvon. Dlátovou střechu kryje pět řad šindelů.
Zvon ve zvonici byl ulit v roce 1762 zvonařem Wolfgangem Straubem z Olomouce.  Na čepci je nápis uvozený reliéfem ukazující ruky: „IN HONOREM B: V: MARIAE ET S: FLORIANI“ Druhý nápis je na věnci opět uvozený reliéfem ukazující ruky: „GOSS MICH WOLFGANG STRAUB OLLMYTZ 1762“ Na krku zvonu jsou dva reliéfy, první představuje Madonu s dítětem a druhý svatého Floriána.